# 인사대전
"인사대전"은 1983년에 개봉한 대한민국의 영화이다.

## 캐스팅
- 진수경
- 향운봉
- 고운
- 김애경